# Gällared
Gällared är kyrkbyn i Gällareds socken och en småort i Falkenbergs kommun. I byn finns Gällareds kyrka.
Länsväg N716 som går mellan Gällared och Askome har genom en omröstning av Vägverket utsetts till Hallands vackraste väg. Ätran rinner förbi orten och i dess närhet finns två vattenkraftverk: Skogsforsen och Bällforsen.

## Historia
Mellan åren 1911 och 1961 låg här en järnvägsstation för Varberg-Ätrans Järnväg (WbÄJ).
Lanthandeln i Gällared lades ner på 1990-talet.
Byskolan Gällareds skola lades ner efter vårterminen 2001. Eleverna flyttades till Apelskolan i Ullared. Skolan byggdes om till vandrarhemmet Alkoven som öppnade 2007. Alkoven användes senare fram till 2017 som asylboende, varefter det återställdes som vandrarhem.